# 20582 Reichenbach
20582 Reichenbach è un asteroide della fascia principale. Scoperto nel 1999, presenta un'orbita caratterizzata da un semiasse maggiore pari a 2,6268932 UA e da un'eccentricità di 0,1183728, inclinata di 3,00869° rispetto all'eclittica.